# Clase Reina Cristina
Los cruceros desprotegidos de clase María Cristina, fueron una serie de tres cruceros de la Armada Española de casco metálico de la última década del siglo XIX, dos de los cuales, fueron hundidos durante la guerra hispano-estadounidense.
Los tres buques dieron constantes problemas en sus calderas, no superando ninguno de ellos la década de servicio en la armada.

## Diseño
La clase Alfonso XII tenía tres mástiles y dos chimeneas. No estaban blindados, pero sus cascos estaban construidos con un sistema celular de estilo francés con 12 mamparos estancos. Los barcos construidos en Ferrol fueron los dos primeros cruceros con casco de acero construidos en ese astillero. Los cañones principales fueron construidos por Hontoria y montados en sponsons. Se arreglaron los tubos de torpedos; uno estaba en cada manga, dos estaban a proa y uno a popa. La clase tardó mucho tiempo en completarse; la unidad principal se retrasó cinco años por escasez de materiales y tomó diez años desde la colocación de la quilla hasta la puesta en servicio.
Los barcos fueron diseñados para el servicio colonial y no estaban destinados a luchar contra los barcos blindados y fuertemente armados que encontrarían en la Guerra Hispano-estadounidense de 1898. Estaban plagados de problemas con la maquinaria y la caldera, y demostraron ser barcos de vapor mucho más lentos de lo que habían previsto sus diseñadores.

## Historial

### Reina Cristina

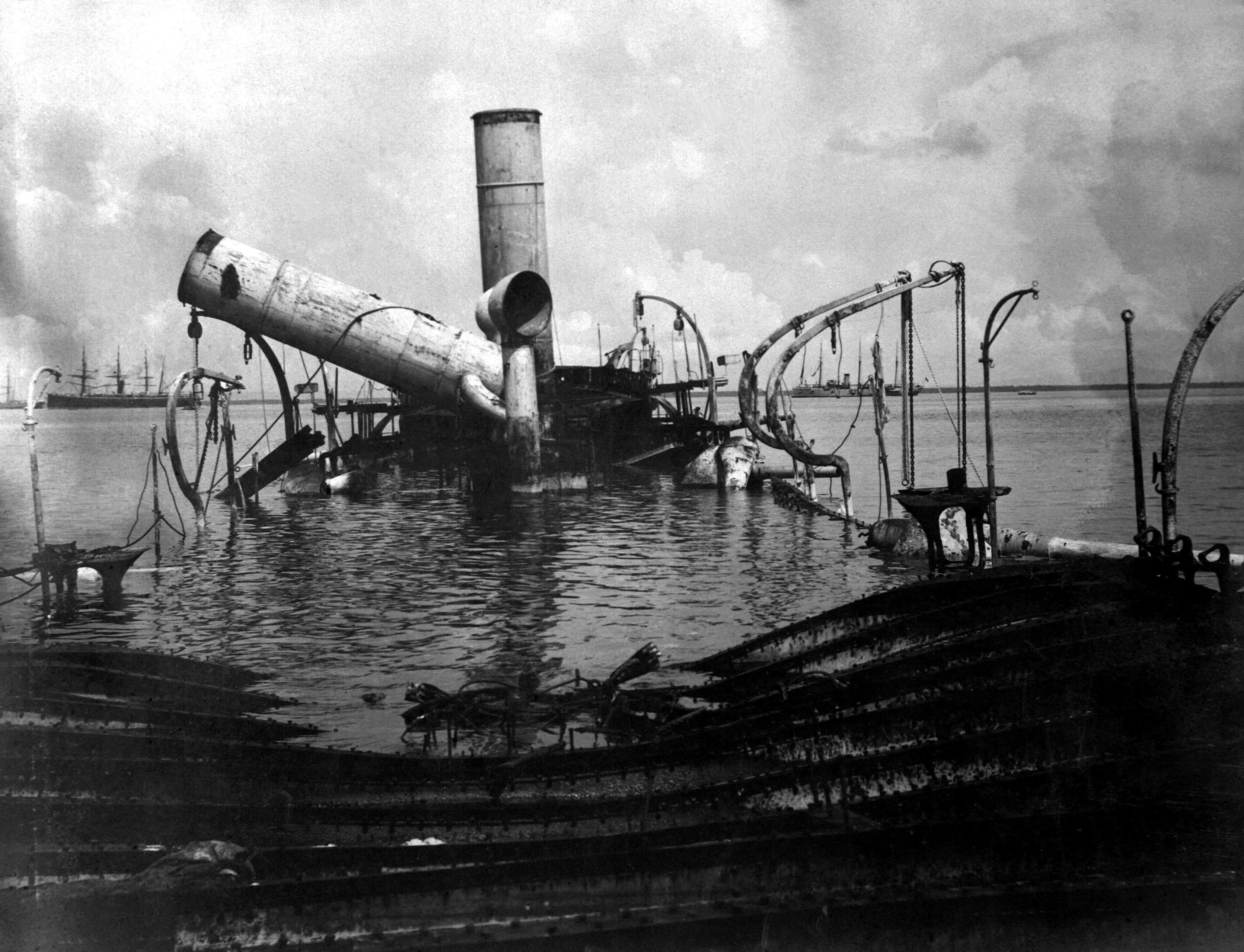
El Reina Cristina tras los combates de Manila.

El crucero Reina Cristina, recibía su nombre en honor a la segunda consorte del Rey Alfonso XII, la Reina María Cristina de Habsburgo-Lorena.
Fue el buque insignia del Almirante Montojo en la Batalla de Cavite hasta que, ante los daños recibidos por el mismo, traslado su insignia al Isla de Luzón, fue uno de los buques más castigados en el combate naval de la bahía de Manila

### Alfonso XII
El crucero Alfonso XII, recibía su nombre en honor al Rey Alfonso XII. Durante la guerra, se encontraba en La Habana, pendiente de un cambio de calderas, tras la guerra, y ante la pérdida de sus dos gemelos, se decidió darlo de baja lo que sucedió en 1900.

### Reina Mercedes

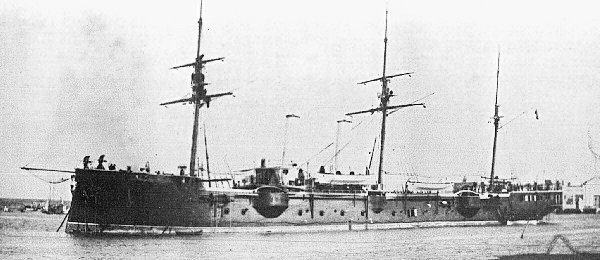
El crucero Reina Mercedes.

El crucero Reina Mercedes, recibía su nombre en honor a la primera consorte del rey Alfonso XII, la Reina María de las Mercedes de Orleans.
En 1893 fue destinado de estación a Santiago de Cuba, aunque integraba la flota española, el mal estado de sus calderas, debido a la falta de mantenimiento, le impedía navegar, por lo que fue destinado como defensa fija a la entrada de la bahía de Santiago de Cuba. Cuatro de sus cañones González-Hontoria de 160 mm fueron desembarcados para artillar la batería alta de Socapa, que equipaba piezas de avancarga de más de 300 años de antigüedad.
Comenzadas las acciones bélicas contra la bahía de Santiago de Cuba, los estadounidenses trazaron planes para encerrar a los buques españoles a la espera de un desenlace favorable en los combates terrestres, que permitiese capturar intacta toda la escuadra española. La noche del 2 al 3 de junio, se intentó bloquear la entrada a la bahía de Santiago hundiendo en ella el viejo buque carbonero Merrimack, que fue avistado por el Reina Mercedes y el Plutón, que lograron hundirlo antes de que bloquease el canal. 
El 6 de junio, fue atacado con artillería, recibió con 35 impactos directos.

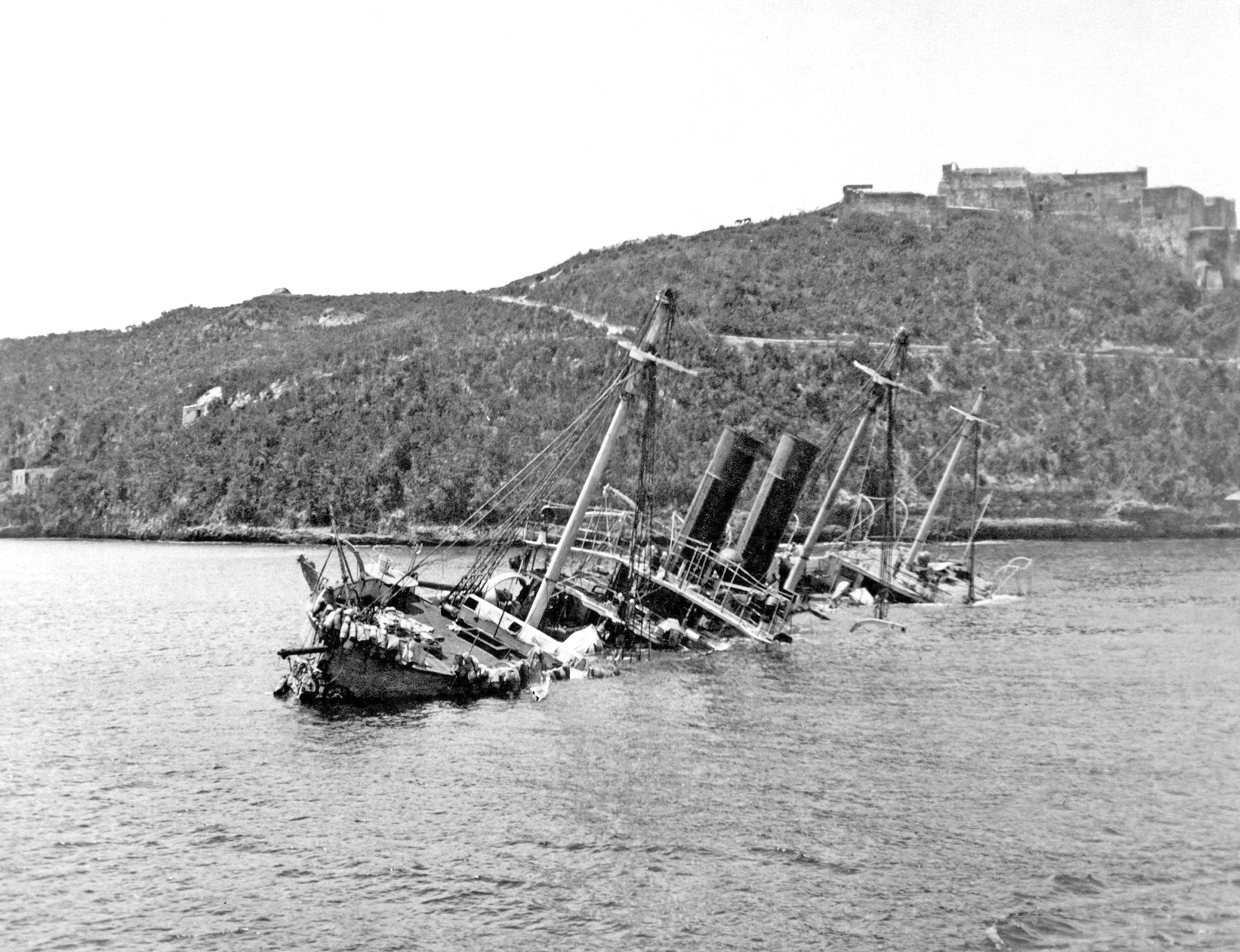
El Reina Mercedes hundido por su propia tripulación en Santiago de Cuba.

Fue hundido por su tripulación en Santiago de Cuba el 4 de julio de 1898 para taponar el canal de acceso tras el hundimiento de la escuadra del almirante Cervera para impedir la entrada de la escuadra del almirante Sampson. Fue reflotado por la US Navy entre el 2 de enero y el 1 de marzo de 1899, tras lo cual, lo remolcaron hasta el Astillero Naval de Norfolk, y luego a Portsmouth, donde llegó el 25 de agosto de 1900, para su reparación. fue transformado en un pontón, sin propulsión, en 1905 fue destinado a Newport. En 1912 volvió a los Astilleros Navales de Norfolk, para su transformación en buque alojamiento estacionario, destinado a Annápolis, donde sirvió como buque de alojamiento de los cadetes con la designación IX-25.
Volvió a enarbolar la bandera española en 1920 durante la visita del Acorazado Alfonso XIII a Annápolis.
En 1957 fue desguazado en Boston Metals Co., de Baltimore.

## Unidades de la Clase
| Nombre         | Astillero | Alta AE | Baja AE | Causa    | Observaciones                          |
| -------------- | --------- | ------- | ------- | -------- | -------------------------------------- |
| Reina Cristina | Ferrol    | 1891    | 1898    | Hundido  | en Cavite 1 de mayo de 1898            |
| Alfonso XII    | Ferrol    | 1892    | 1900    | Retirado | Desguazado                             |
| Reina Mercedes | Cartagena | 1892    | 1898    | Hundido  | En Santiago de Cuba 4 de julio de 1898 |